# Lichaampje van Döhle
Lichaampjes van Döhle zijn organische structuren afkomstig van samengeklonterde ribosomen. Ze hebben een licht blauwgrijze kleur en een ovale vorm met een diameter van 1-3 µm.
Deze lichaampjes zijn insluitsels die voorkomen in het protoplasma van neutrofiele granulocyten. Er is niet veel bekend over hun ontstaan, maar men denkt dat het overblijfselen zijn van het ruw endoplasmatisch reticulum.
Ze zijn vernoemd naar de Duitse patholoog, Karl Gottfried Paul Döhle (1855-1928).
Ze komen vaak samen met giftige granulatie voor.
Lichaampjes van Döhle worden gevonden bij:
- Brandwonden
- Infecties
- Verwonding
- Neoplasmatische ziekten
- Ziekte van Wissler
- May-Hegglin-Anomalie
- Chédiak-Steinbrinck-Higashi’s syndroom

## Pathofysiologie
De aanwezigheid op een bloeduitstrijkje van de lichaampjes van Döhle in volgroeide en onvolgroeide neutrofiele granulocyten is alleen normaal als ze voorkomen in kleine hoeveelheden. Ze komen wel normaal meer voor bij honden en katten. Hun aantal neemt toe bij ontsteking en verhoogde granulocytopoëse (hematopoëse van de granulocyten). Als er in het bloed veel neutrofiele granulocyten met lichaampjes van Döhle voorkomen, wordt dit aangeduid met giftige neutrofiele granulocyten. Giftige neutrofiele granulocyten kunnen ook een gevolg zijn van neutrofiele granulocyten met een meer basofiel cytoplasma, basofiele granulatie (sporadisch waargenomen) of cytoplasmatische vacuolen samen met een van de voorgaande cytoplasmatische veranderingen. Lichaampjes van Döhle, cytoplasmatische basofilia en cytoplasmatsche granulatie zijn allemaal een gevolg van "defecten" in de celproductie en volgroeiing tijdens actieve granulocytopoëse.